# St. Peter und Paul (Korsze)
Die Kirche der Heiligen Apostel Peter und Paul in der polnischen Stadt Korsze (deutsch Korschen) ist ein als Jubiläumskirche errichtetes Bauwerk aus dem beginnenden 20. Jahrhundert. Bis 1945 war sie Pfarrkirche für das Kirchspiel Korschen in Ostpreußen und ist heute Gotteshaus der Polnisch-Orthodoxen Kirche.

## Geographische Lage
Korsze liegt in der nördlichen Mitte der Woiwodschaft Ermland-Masuren. Die Woiwodschaftsstraße 590 (Barciany–Korsze–Reszel–Biskupiec) verläuft in Nord-Süd-Richtung durch die Stadt, in der sich die Bahnstrecken Posen–Toruń–Korsze und Białystok–Korsze begegnen.
Der Standort der Kirche befindet sich im Süden der Stadt an der Ostseite der Straße nach Podlechy–Reszel.

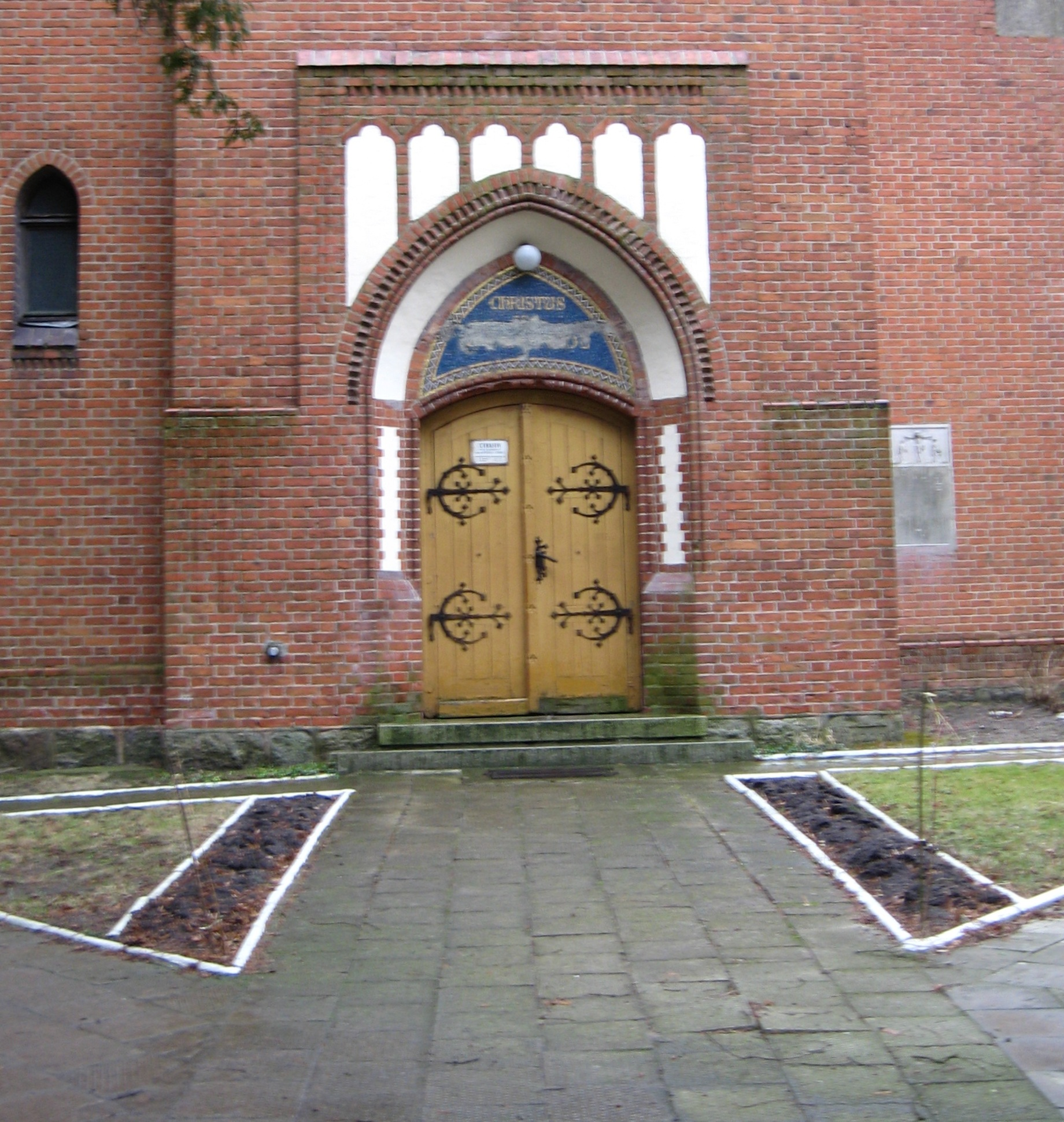
Das Turmeingangsportal der Kirche

## Kirchengebäude
Bei der einst evangelischen Kirche in Korschen handelte es sich um eine der 14 Jubiläumskirchen, die anlässlich der 200-Jahr-Feier der Königskrönung Friedrichs III. von Brandenburg errichtet wurden. Als Ziegelbau im Charakter der Ordenskirchen wurde sie der Mutterkirche in Leunenburg (polnisch Sątoczno) nachgebildet – entsprechend einem Entwurf des Berliner Architekten J. Wilimzig. Die Kirche hat einen Turm sowie einen geschlossenen Chor.
Am 17. Mai 1903 erfolgte die Grundsteinlegung, und bereits 14 Monate später wurde die Kirche am 17. Juli 1904 in gottesdienstlichem Rahmen ihrer Bestimmung übergeben.
Der Kirchenraum ist einschiffig. Er hat eine flache Holzdecke, wobei der Chor und der Haupteingang gewölbt sind. Der Altar ist aus weißem Backstein gemauert. Die gesamte Inneneinrichtung ist in gotischem Stil gehalten. Die Orgel erstellte die Orgelwerkstatt Göbel in Königsberg (Preußen) (russisch Kaliningrad). Das Geläut bestand ursprünglich aus drei Glocken.
Im Jahre 1968 wurde die Polnisch-Orthodoxe Kirche Eigentümerin der vorher evangelischen Kirche. Sie wurde in ihrer Ausstattung den veränderten liturgischen Bräuchen angepasst. So wurde eine Ikonostase eingezogen, und die beiden Seiten des Altars schmücken jetzt Gemälde von einem Mönch des Klosters Jabłeczna: Prinz Wladimir I. und seine Mutter Olga, sowie die Bekehrung der Kiewer Rus unter dem Hl. Wladimir.

## Kirchengemeinde

### Evangelisch (bis 1945)

#### Kirchengeschichte
Eine evangelische Kirchengemeinde gab es in Korschen ab 1926. Bis zu diesem Zeitpunkt war der Ort nach Leunenburg (polnisch Sątoczno) eingepfarrt. Die Gemeindegliederzahl in Korschen und Umgebung stieg jedoch so stark an, dass sie mit 3000 zahlreicher als die der Kirche Leunenburg mit 2500 war und der Bau einer Kirche im Jahre 1904 dringend notwendig geworden war. Eine Pfarrstelle wurde in Korschen erst 1927 errichtet.
Zwischen Leunenburg und Korschen blieb jedoch weiterhin eine pfarramtliche Verbundenheit bestehen. Der in Korschen amtierende Geistliche galt als zweiter Pfarrer der Pfarre Leunenburg-Korschen. Sie war Teil des Kirchenkreises Rastenburg (polnisch Kętrzyn) in der Kirchenprovinz Ostpreußen der Kirche der Altpreußischen Union. Flucht und Vertreibung der einheimischen Bevölkerung 1945–1950 machten eine Fortsetzung der Arbeit der evangelischen Kirche im nun „Korsze“ genannten Ort nicht mehr möglich. Die heute hier lebenden evangelischen Einwohner orientieren sich nach Kętrzyn zur dortigen Johanneskirche in der Diözese Masuren der Evangelisch-Augsburgischen Kirche in Polen.

#### Kirchspiel
Zum Sprengel Korschen der Pfarre Leunenburg-Korschen gehörten die Orte und Wohnplätze:
| Deutscher Name | Polnischer Name |  | Deutscher Name | Polnischer Name |
| -------------- | --------------- |  | -------------- | --------------- |
| Annahöhe       | Góra            |  | Korschen       | Korsze          |
| Glittehnen     | Glitajny        |  | Nohnkeim       | Nunkajmy        |
| Kollmen        | Kałmy           |  | Sandenberg     | Piaskowiec      |

#### Pfarrer
Zwischen 1927 und 1945 amtierten an der Pfarrkirche Korschen die evangelischen Pfarrer: Paul Ankermann (1927–1934) und Gottfried Moll (1935–1945).

### Orthodox
Eine orthodoxe Gemeinde in Korsze wurde auf Initiative eines Einwohners der Stadt Reszel (deutsch Rößel) gegründet. Er gehörte zur römisch-katholischen Kirche, konvertierte jedoch zur Orthodoxie. Er versuchte eine orthodoxe Gemeinde zu bilden, was schließlich 1963 in Sątopy-Samulewo (Bischdorf) nahe Reszel gelang. Drei Jahre später wurde die Gemeinde nach Korsze verlegt, und 1968 wurde sie neuer Eigentümer der dortigen evangelischen Kirche. Die heutige Pfarrgemeinde in Korsze ist Teil des Dekanats Olsztyn (Allenstein) in der Diözese Białystok-Danzig der Polnisch-Orthodoxen Kirche.